# 丹妮尔·伍德豪斯
丹妮尔·伍德豪斯（英語：Danielle Woodhouse，1969年1月23日—），澳大利亚前女子水球运动员。她曾代表澳大利亚国家队参加2000年夏季奥林匹克运动会水球比赛，获得一枚金牌。